# Вюртемберг, Эрик Теодор Маркс фон
Барон Эрик Теодор Маркс фон Вюртемберг (швед. Erik Marks von Würtemberg; 11 мая 1861, Сёдерманланд — 22 июля 1937, Стокгольм) — шведский государственный и дипломатический деятель, министр иностранных дел Швеции в 1923—1924 гг., юрист, судья.

## Биография
Изучал право в Уппсальском университете.
В 1903—1920 годах был членом Верховного суда Швеции и главным судьей Апелляционного суда (1920—1931). 
Представлял Швецию на Парижской мирной конференции в 1919 году, а также на Римской конференции 1928 года по пересмотру Бернской конвенции. С 1920 по 1929 год представлял Швецию в Лиге наций.
Во время его пребывания в должности Швеция признала Советский Союз.